# القصابية
القصابية قرية من قري بلدية بن داود، وتعتبر الأكبر من حيث المساحة وعدد السكان و هي افدم المناطق الماهولة بالسكان، وهي ترتفع عن سطح البحر ب 1360 م، يتميز مناخها بشتاء بارد جدا و مثلج اغلب الوقت و بصيف معتدل الحرارة بها مناظر طبيعية خلابة لما تحويه من جبال و اودية  ولاية برج بوعريريج يحدها شرقا بلدية المهير ومن الغرب بلدية المزدور ولاية البويرة ومن الشمال بلدية حرازة ومن الجنوب بلدية بني يلمان ولاية المسيلة
تحتوي قرية القصابية على عدة مداشر منها : القصابية مركز، العيون، الصمة، مروش، الحمام، عقار، الرتبة، الحمام، لعراف.